# Balatoni hínárbogár

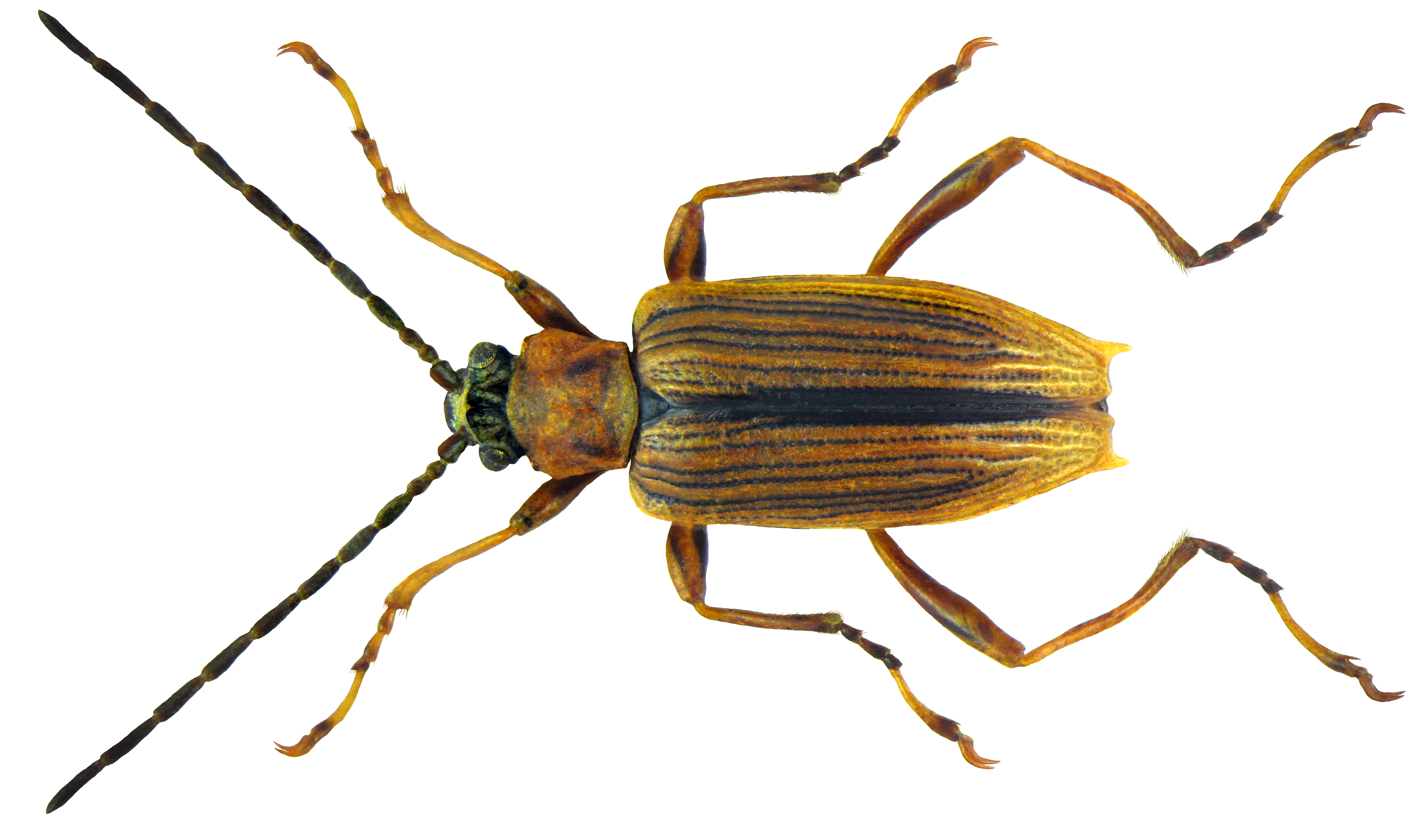
A faj Európa brakkvizeiben honos törzsalakja

A balatoni hínárbogár (Macroplea mutica balatonica) a bogarak rendjébe és levélbogárfélék (Chrysomelidae) családjába tartozó Macroplea mutica faj Magyarországon endemikus, kizárólag a Balatonban előforduló alfaja.

## Elterjedése
Első példányait a '30-as években gyűjtötték, a fajt 1941-ben írta le Székessy Vilmos. Az első megtalálást követően sokáig nem került elő, az alfajt kihaltnak vélték, de a 2000-es évek elején újra sikerült példányokat gyűjteni. Egy 2001-es, a faj elterjedését vizsgáló tanulmány szerint a Balatonban, különösen annak déli partján ma általánosan elterjedt, több helyen is erős populációi élnek.

## Megjelenése
Teste 4,8-6,3 mm hosszúságú, lapított. Lábai és csápjai feltűnően hosszúak, karmai erősek. Szárnyfedői hátul, külső szélükön tüskében végződnek. Teste felül fénytelen sárgásbarna, hosszanti sötét sávokkal. Hasi oldalát és csápjait finom, sűrű, lesimuló szőrzet fedi, mely a víz alatt ezüstösen csillog. A törzsalaktól jelentős morfológiai különbségek választják el.

## Életmódja
Teljesen vízi életmódot élő faj, teljes életciklusuk a vízhez kötődik, az imágók általában nem jönnek fel a víz felszíne fölé, légzésükben nagy szerepet játszik a testüket fedő sűrű szőrzet, melyben megreked a levegő.
A lárvák a hínárok víz alatti részein táplálkoznak, oxigénszükségletüket a növény szöveteiből fedezik, melyben a potroh nyolcadik szelvényén található speciális képlet van segítségükre. A bábozódás is a víz alatt történik, a bábok a vízi növényekhez rögzítettek.
Tápnövénye a füzéres süllőhínár, (Myriophyllum spicatum), a fésűs (Potamogeton pectinatus) és a hínáros békaszőlő (Potamogeton perfoliatus).

## Külső hivatkozások
- Kép a fajról a Magyar Természettudományi Múzeum honlapján.